# Imbringen
Imbringen (Luxemburgs: Amber) is een plaats in de gemeente Junglinster en het kanton Grevenmacher in Luxemburg.
Imbringen telt 275 inwoners (2001).